# Symmachia harmodius
Symmachia harmodius är en fjärilsart som beskrevs av Frederick DuCane Godman och Osbert Salvin 1886. Symmachia harmodius ingår i släktet Symmachia och familjen Riodinidae. Inga underarter finns listade i Catalogue of Life.